# ジェームズ・レクター
ジョン・アルコーン・レクター（英語: John "James" Alcorn Rector, 1884年6月22日 - 1949年3月10日）は、アメリカ合衆国の陸上競技選手である。彼は、1908年に開催されたロンドンオリンピックの男子100メートル競走で銀メダルを獲得した。

## 経歴
レクターは、アーカンソー州のホットスプリングスで生まれた。
ロンドンオリンピックでは、レクターは100メートルの予選と準決勝で当時のオリンピック記録（10秒8）を出した。決勝では準決勝で同じく10秒8の記録を出した南アフリカ共和国（当時はイギリス領南アフリカ）のレジー・ウォーカーとの争いになった。結局ウォーカーが10秒8で優勝し、レクターは10秒9の記録で銀メダルとなった。
その後、レクターはミズーリ州セントルイスで30年以上弁護士を務め、弁護士を辞めた後は故郷のホットスプリングスに戻って、1949年に死去した。 